# Коте Попстоянов
Вижте пояснителната страница за други личности с името Костадин Попстоянов.
Костадин (Константин) Попстоянов, наричан Коте, е български революционер и просветен деец от Македония.

## Биография
Попстоянов е роден в пиянечкото село Разловци, тогава в Османската империя в семейството на свещеник Стоян Разловски. Става учител и преподава в родния си край и в Кюстендилско. През 1875-1876 година Попстоянов участва активно в подготовката и провеждането на т. нар. Разловско въстание, част от Априлското въстание.
След Освобождението се преселва в село Коняво, Кюстендилско. Поддържа връзки с Димитър Попгеоргиев и подпомага ВМОРО. През 1903 година публикува в Кюстендил своите спомени за Разловското въстание, под заглавие „Тридесет години назад. Исторически записки по първото македонско въстание през 1876 г.“. Макар твърде едностранчиви, „записките“ на Попстоянов са почти единствените писмени сведения от очевидец на това събитие. Спомените са преиздадени в София през 1988 година.
Коте Попстоянов умира през 1910 година в Коняво.